# 1795 en arts plastiques
| Années des arts plastiques : 1792 - 1793 - 1794 - 1795 - 1796 - 1797 - 1798    |
| Décennies des arts plastiques : 1760 - 1770 - 1780 - 1790 - 1800 - 1810 - 1820 |

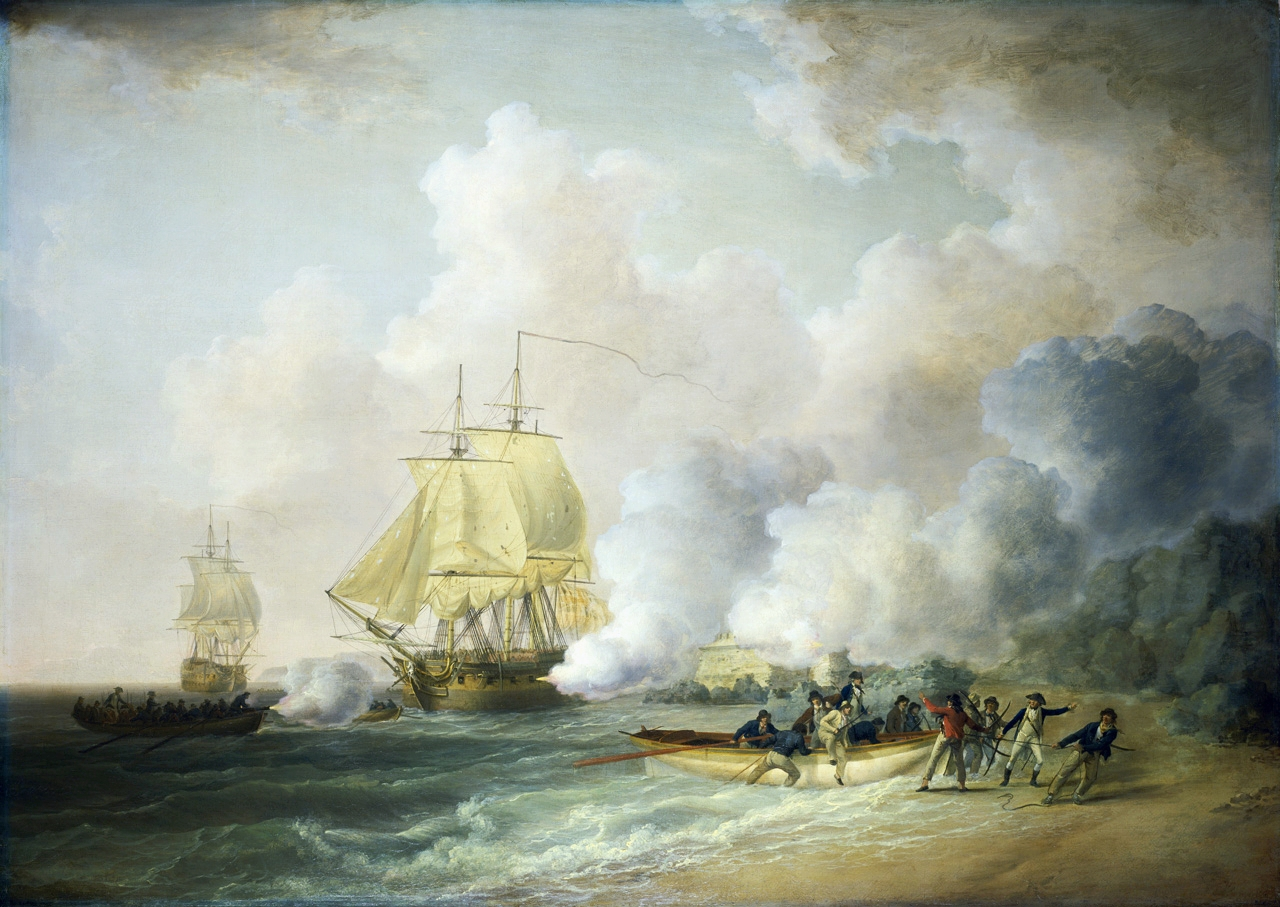
The Capture of Fort Louis, Martinique, 20 March 1794, de William Anderson.

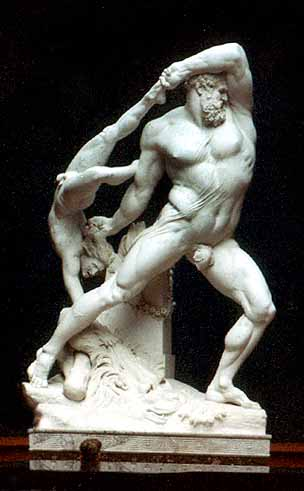
Ercole e Lica (1795), sculpture d'Antonio Canova.

Cette page concerne l'année 1795 en arts plastiques.

## Événements
- fin septembre (début vendémiaire an IV) : Ouverture du Salon de l'an IV, où sont présentées 735 œuvres, dans le grand Salon du musée du Louvre. Jean-Baptiste Regnault y expose un tableau d'inspiration révolutionnaire la Liberté ou la Mort, et Joseph-Benoît Suvée Cornélie mère des Gracques, dont le néoclassicisme volontairement archaïque est remarqué par la critique[1].

## Œuvres
- 1790-1795 : Autoportrait dans l'atelier, huile sur toile de Francisco de Goya
- Un Garrochista, huile sur toile de Goya
- Dernières estampes de Sharaku, dont la période d'activité ne couvre que deux ans.
- The Capture of Fort Louis, Martinique, 20 March 1794, huile sur toile de William Anderson.

## Naissances
- 10 février : Ary Scheffer, peintre français d'origine hollandaise († 15 juin 1858),
- 20 février : Philippe Tanneur, peintre français († 19 janvier 1878),
- 1er mars : Félix-Émile Taunay, peintre français († 10 avril 1881),
- 2 avril : Ignace Brice, peintre belge († 10 août 1866),
- 12 avril : Filippo Agricola, peintre italien († 2 décembre 1857),
- 9 mai : Edmée Brucy, peintre française († 17 août 1826)
- 25 mai : Victor Orsel, peintre français († 1er novembre 1850),
- 3 juillet : Louis Barbat, lithographe français († 5 novembre 1870),
- 28 août : Nicolas-Auguste Hesse, peintre et dessinateur français († 14 juin 1869),
- 29 août : François-Edmée Ricois, peintre paysagiste français († 21 janvier 1881),
- 24 septembre : Antoine-Louis Barye, sculpteur et peintre français († 25 juin 1875),
- 25 septembre : Raffaele Carelli, peintre italien († 1864),
- 30 octobre : Johann Scheffer von Leonhardshoff, peintre autrichien, membre du mouvement nazaréen  († 12 janvier 1822).
- Date précise inconnue ou non renseignée :
  - Clementina Gandolfi, peintre italienne († 6 août 1848),
  - Gennaro Maldarelli, peintre  académique italien († 20 mai 1858),
  - Jean-Charles-Joseph Rémond, peintre paysagiste français († 1875),
  - Charles-Caïus Renoux, peintre  et dessinateur français († 15 mars 1846),
  - Ignace Joseph de Claussin, graveur et marchand d'estampes français († 1844),
- Vers 1795 :
- Giovanni Servi, peintre italien († 1885).

## Décès
- 26 février : Jean-Martial Frédou, peintre français (° 28 janvier 1710),
- 7 mai :
  - Claude-Louis Châtelet, peintre, dessinateur et graveur français (° 1753),
  - Jean-Louis Prieur, peintre et dessinateur français (° 1759),
- 23 juin : Alexeï Antropov, peintre russe († 25 mars 1716),
- 4 août : Francisco Bayeu, peintre espagnol (° 9 mars 1734),
- 18 août : Bénigne Gagneraux, peintre et dessinateur néo-classique français (° 1756),
- 7 septembre : Marie-Geneviève Navarre, peintre portraitiste et miniaturiste française (° 29 mai 1735),
- 23 septembre : Simón Brieva, graveur espagnol (° 12 octobre 1752),
- 15 novembre : Charles Amédée Philippe van Loo, peintre français  (° 25 août 1719),
- 18 novembre : Antonio Cavallucci, peintre italien (° 21 août 1752),
- ? :
  - Antoine-Jean Duclos, dessinateur et graveur français (° 1742),
  - Pierre Chenu, graveur et marchand d'estampes français (° 1718),
  - Carlo Giuseppe Ratti, historien de l'art, biographe et peintre du baroque tardif italien (° 1737),
  - Francesco Sozzi, peintre italien (° 1732),
  - Antonio Zucchi, peintre italien (° 1726),
- Après 1795 :
- Giuseppe Antonio Fabbrini, peintre rococo italien (° 1748).